# Huixang
Huixang fou un rei mític de Pèrsia esmentat a l'Avesta. Segons els texts residia al sud de la mar Càspia. La seva situació en l'orde de reis mítics iranians és incerta, ja que figura com antecessor, contemporani i successor de Tahmurath. Firdawsí, a el Llibre dels Reis l'esmenta com a net de Gayomart, el primer home, i com a venjador del seu pare Siamak.